# Girlfriend
"Girlfriend" je pjesma kanadske rock/punk pjevačice Avril Lavigne s njenog trećeg albuma The Best Damn Thing iz 2007. godine. Pjesmu je napisao Lukasz "Dr. Luke" Gottwald. Pjesma je postala najvećim hitom u SAD-u, gdje je dosegla broj 1 na ljestvici Billboard Hot 100 te u Australiji. Remiks pjesme, koji je objavljen u lipnju 2007., izvodi reperica Lil Mama zajedno s Avril.

## O pjesmi
Pjesmu obilježuje tema, Avril je zaljubljena u jednog koji ima curu i tipični pop punk zvuk iz 80-ih te utjecaj power popa od njenih prijašnjih pjesama. Lavigne je na DVD strani od deluxe verzije njenog albuma The Best Damn Thing rekla da svaki put kad slušatelj čuje pljesak na albumu da odmah i on počne pljeskati. "Girlfriend" je na engleskoj, japanskoj, španjolskoj i kineskoj verziji videoigri Burnout Dominator, također se pojavila na Burnout Paradise, ali ovaj put samo na engleskoj verziji. Pjesma se snimila na sedam različitih jezika.

## Kritički osvrt
Pjesma je bila na broju 35 godišnje ljestvice za 2007. godinu časopisa Rolling Stone. Također se pjesma uspjela plasirati na broju 77 godišnje ljestvice MTV Azije. Prema izvješćima MTV Latinske Amerika to je bila najslušanija pjesma u tom prostoru.

## Videospot
Svjetska premijera spota bila je na MTVevoj seriji Total Request Live i MuchMusicovoj seriji MuchOnDemand 26. veljače 2007. godine. Na Novom Zelandu video se pokazao 20. veljače na glazbenoj stanici C4, u Europi se pokazao 23. veljače na VIVI Polska.
Spot je snimljen pod redateljskom palicom The Malloysa na Golf 'n' Stuffu u Norwalku, Kalifornija. Spot uključuje dvije djevojke: jedna s nevinim karakterom, naočalama i crvenom kosom (Lavigne), te druga s buntovnim karakterom i crnom kosom (također Lavigne). Video počinje u zgradi u kojoj crvenokosa djevojka i njezin dečko hodaju zajedno. Lavigne je vidi i pokazuje joj zastrašujuću narav. Kad par počinje hodati, Lavigne počinje pjevati pjesmu i pokušava dobiti dečka crvenokose djevojke. Tijekom cijelog spota pokazuju se borbene scene između Lavigne i crvenokose djevojke, između tih scena pokazuje se Lavigne u jednoj crnoj i ružičastoj prostoriji kako pjeva, a iza nje je njezin sastav. Također se pojavljuju scene u kojim Lavigne i njezine prijateljice plešu u WC-u. Nakon početne scene, video ih prikazuje na Li'l Indiju, gdje se voze s "go-carts" formulama. Ovdje, Lavigne odgurne formulu crvenokose djevojke nakon čega se ona počinje vrtjeti te ona ubrzo izgubi kontrolu. Crvokosa djevojka i njezin dečko idu u aparatu za slikanje, gdje iz Lavigne opaža i izvuće djevojku prije nego što su se počeli slikati. Lavignine prijateljice blokiraju ulaz tako da ona ima vremena da se slika s njim.
Sljedeća scena prikazuje par kako zajedno jedu, nakon čega ih Lavigne vidi, baca hranu i poljubi dečka crvenokose djevojke. Sljeće scena je prikazana noću. Ta scena se odvija na minigolf terenu, gdje par igra, a crvenokosa djevojka veselo pobjeđuje.
Na njenu žalost, Lavigne je također prisutna u sceni. Čim ih ona i njezine prijateljice vide, Lavigne je s golf lopticom pogodi u glavu, i crvenokosa djevojka izgubi ravnozežu i padne u baricu. Njezin dečko ju je pokušavao uhavatiti, ali nije uspio. Konačno, posljednja scena prikazuje kako Lavigne čeka dečka. On dolazi k njoj i oni se ubrzo uhvate za ruke. Crvenokosa djevojka ih vidi i počela je trčati da se dočepa Lavigne. Ali Lavigne se sagne dolje i crvenokosa djevojka se zaleti i padne ravno u javni WC, gdje ona daje očajne poteze i s time je pokazala da nije uspjela osvojiti svog dečka natrag. Lavigne napokon osvoji svoju ljubav. Video završava kad ona uzima svog novog dečka u kupaonicu i za trenutak lagano otvara vrata i pokaže palac prema gore. Lavigninog dečka u spotu glumi američki model Bryan McMullin. U spotu se pojavljuju Lavignin bivši gitarist, Evan Taubenfel i njezin brat, Matt.
Lil Mama i Lavigne su snimile spot pod redateljskom palicom R. Malcolma Jonesa za remiks verziju od "Girlfriend".
Dana, 18. srpnja 2008. spot za pjesmu "Girlfriend" je postao najgledaniji u povijesti YouTuba i u kolovozu je postao prvi spot koji je nadmašio brojku od 100 milijuna pregleda.
YouTube je bio optužen zbog prevelikog broja pregleda videa jer je web stranica AvrilBandaids postavila link s kojim se pregled videa znatno povećavao. Pritiskom na link svakih 15 sekundi bi se automatski ponovno učitao spot. U studenom 2009. godine RCA Records su izvadili video, koji je do tada bio pregledan 130 milijuna puta. Službeni spot sada je prikazan na Vevu.

## Remiks
Sedam različitih verzija pjesme se snimilo s refrenom na francuskom, njemačkom, talijanskom, japanskom, mandarinskom, portugalskom i španjolskom jeziku, ostali dijelovi pjesme su na engleskom jeziku. Prema izvješću njene diskografske kuće snimila se i hindska verzija pjesme, ali se nije objavila jer riječi pjesme nisu odgovarale s pravom temom pjesme.

## Popis pjesama
Svjetska verzija
1. "Girlfriend" ["čista" verzija]
2. "Alone"

Japanski CD
1. "Girlfriend" [radio verzija]
2. "Girlfriend" [instrumental]

Digitalni download s remiksevima
1. "Girlfriend [Junkie XL Mix]"
2. "Girlfriend [Junkie XL Extended Mix]"

Dr. Luke remiksana verzija [samo na iTunesu]
1. "Girlfriend (Dr. Luke Remix)" (sa Lil Mama)
2. "Girlfriend" [albumska verzija]
3. "Girlfriend" [glazbeni video]
4. "Girlfriend [Dr. Luke remix]" [s Lil Mama] [glazbeni video]

"Ringle" verzija
1. "Girlfriend (Dr. Luke remix)" [s Lil Mama]
2. "Girlfriend" (japanska verzija) ["čista" verzija]
3. "Keep Holding On"
4. Ringtone

Promotivni CD
1. "Girlfriend" [radijska verzija]
2. "Girlfriend" [španjolska verzija]
3. "Girlfriend" ["CallOut Hook"]

## Ostale verzije
- "Girlfriend" [prava verzija] — 3:37
- "Girlfriend" ["čista" verzija] — 3:37
- "Girlfriend" [instrumental] — 3:37
- "Girlfriend" [radijska verzija] — 3:37
- "Girlfriend" [francuska verzija] — 3:37
- "Girlfriend" [njemačka verzija] — 3:37
- "Girlfriend" [talijanska verzija] — 3:37
- "Girlfriend" [japanska verzija] — 3:37
- "Girlfriend" [mandarinska verzija] — 3:37
- "Girlfriend" [portugalska verzija] — 3:37
- "Girlfriend" [španjolska verzija] — 3:37
- "Girlfriend" [Junkie XL Mix] — 3:56
- "Girlfriend" [Junkie XL produženi mix] — 5:41
- "Girlfriend" [Dr. Luke] Remix s Lil Mama — 3:24
- "Girlfriend" [Dr. Luke] s Lil' Mama [Nickelodeon Mix] — 3:05
- "Girlfriend" The Submarines' Time Warp '66 Mix] — 3:11
- "Girlfriend" [The Submarines'] [French Time Warp '66 Mix] — 3:11
- "Girlfriend" [The Submarines'] [German Time Warp '66 Mix] — 3:11
- "Girlfriend" [The Submarines'] [Japanese Time Warp '66 Mix] — 3:11
- "Girlfriend" [The Submarines'] [Mandarin Time Warp '66 Mix] — 3:11
- "Girlfriend" [The Submarines'] [Spanish Time Warp '66 Mix] — 3:11

## Top liste
| Top liste (2007.)      | Najviša pozicija |
| ---------------------- | ---------------- |
| Australija             | 1                |
| Austrija               | 1                |
| Belgija (Flandrija)    | 8                |
| Belgija (Valonija)     | 7                |
| Češka                  | 4                |
| Danska                 | 13               |
| Europa                 | 1                |
| Francuska              | 2                |
| Irska                  | 3                |
| Italija                | 1                |
| Kanada                 | 1                |
| Nizozemska             | 34               |
| Novi Zeland            | 1                |
| Njemačka               | 3                |
| Rusija                 | 39               |
| SAD Billboard Hot 100  | 1                |
| SAD Billboard Pop 100  | 1                |
| Slovačka               | 8                |
| Švedska                | 1                |
| Švicarska              | 3                |
| Ujedinjeno Kraljevstvo | 2                |

| Ljestvica (2007.)      | Najviša pozicija |
| ---------------------- | ---------------- |
| Australija             | 2                |
| Novi Zeland            | 14               |
| SAD Billboard Hot 100  | 11               |
| SAD Billboard Pop 100  | 6                |
| Švicarska              | 29               |
| Ujedinjeno Kraljevstvo | 20               |

## Nagrade
| Godina | Dodjela nagrada                 | Nagrada                                      | Rezultat   |
| ------ | ------------------------------- | -------------------------------------------- | ---------- |
| 2007.  | Virgin Media Music Awards       | Najbolja pjesma                              | Nominacija |
| 2007.  | MTV Europe Music Awards         | Najbolja pjesma                              | Pobjeda    |
| 2007.  | Los Premios MTV Latinoamérica   | Pjesma godine                                | Pobjeda    |
| 2007.  | MTV Video Music Awards          | Monster singl godine                         | Nominacija |
| 2007.  | MuchMusic Video Awards          | Najbolji međunarodni spot kanadskog izvođača | Pobjeda    |
| 2007.  | Teen Choice Awards              | Odabrani glazbeni singl                      | Pobjeda    |
| 2007.  | Nickelodeon Kids' Choice Awards | Najbolji spot                                | Pobjeda    |
| 2008.  | MTV Video Music Awards Japan    | Najbolji pop spot                            | Pobjeda    |
| 2008.  | Nickelodeon Kids' Choice Awards | Najomiljenija pjesma                         | Pobjeda    |
| 2008.  | Juno Awards                     | Singl godine                                 | Nominacija |

## Povijest izdanja
| Regija                 | Datum             |
| ---------------------- | ----------------- |
| Kanada                 | 7. veljače 2007.  |
| SAD                    | 7. veljače 2007.  |
| Španjolska             | 10. veljače 2007. |
| Salvador               | 28. veljače 2007. |
| Meksiko                | 1. ožujka 2007.   |
| Venecuela              | 1. ožujka 2007.   |
| Peru                   | 10. ožujka 2007.  |
| Čile                   | 10. ožujka 2007.  |
| Italija                | 19. ožujka 2007.  |
| Japan                  | 21. ožujka 2007.  |
| Irska                  | 30. ožujka 2007.  |
| Belgija                | 30. ožujka 2007.  |
| Australija             | 31. ožujka 2007.  |
| Ujedinjeno Kraljevstvo | 2. travnja 2007.  |
| Taiwan                 | 3. travnja 2007.  |
| Nizozemska             | 4. travnja 2007.  |
| Švedska                | 4. travnja 2007.  |
| Kuba                   | 28. travnja 2007. |